# Poliseksualność

Flaga dumy osób poliseksualnych

Poliseksualność – tożsamość seksualna charakteryzująca się odczuwaniem pociągu seksualnego do kilku, ale nie wszystkich, płci społecznych (kulturowych). Jako że określenie to jest używane do autoidentyfikacji przez wiele osób, mogą pojawiać się różnice w dokładnym rozumieniu jego znaczenia. Poliseksualność różni się od poliamorii (pragnienia, aby być ściśle związanym z więcej niż jedną osobą naraz) oraz panseksualności (który jest pociągiem do wszystkich płci kulturowych). Poliseksualność obejmuje wiele płci kulturowych, ale nie wszystkie.
Autorzy Linda Garnets i Douglas Kimmel twierdzą, że poliseksualność to seksualna tożsamość „używana przez ludzi, którzy uznają, że termin biseksualizm legitymizuje dychotomię płci, leżącą w podłożu różnic między heteroseksualizmem i homoseksualizmem, zakładającą, że biseksualność to nic więcej niż połączenie tej płciowej i seksualnej dychotomii”. Jednak osoby biseksualne i akademicy mogą sprzeciwić się pojęciu, że biseksualność oznacza pociąg seksualny do tylko dwóch płci, twierdząc, że ponieważ biseksualizm to nie tylko pociąg do obu płci i obejmuje pociąg do różnych płci kulturowych, a także zawiera w sobie pociąg do ponad dwóch płci kulturowych.
Relacje między religią a seksualnością bardzo różnią się w zależności od konkretnych religii, niektóre zakazują poliseksualnych zachowań, a inne wdrażają je w praktykę. Największe monoteistyczne religie w ogóle zakazują poliseksualnych aktywności.

## Symbole
Poliseksualna flaga dumy została zaprojektowana przez osobę używającą Tumblra pod pseudonimem „Samlin”, i po raz pierwszy została podana do publicznej wiadomości na blogu @fuckyeahpolysexuality 11 lipca 2012 roku. Kolor i wzór opiera się na flagach dumy osób biseksualnych i panseksualnych, zapożyczając różowy i niebieski, ale wymieniając żółte i fioletowe paski pan- i biseksualistów na zielony. Różowy pasek flagi reprezentuje pociąg do osób identyfikujących się jako kobiety, zielony pasek symbolizuje pociąg do osób, które nie identyfikują się ani jako kobiety, ani jako mężczyźni, a niebieski pasek symbolizuje pociąg do osób identyfikujących się jako mężczyźni.